# Didemnum amourouxi
Didemnum amourouxi är en sjöpungsart som beskrevs av Francoise Lafargue 1976. Didemnum amourouxi ingår i släktet Didemnum och familjen Didemnidae. Inga underarter finns listade i Catalogue of Life.